# Joanne Harris
Pour les articles homonymes, voir Harris.
Œuvres principales
- Série Chocolat

Joanne Michèle Sylvie Harris, née le 3 juillet 1964 à Barnsley dans le Yorkshire, est une romancière britannique.
Née d'un père anglais et d'une mère française, elle explore dans ses romans avec finesse et d'un style alerte les thèmes du folklore, des racines familiales, de la magie et de la gastronomie. Son roman Chocolat a connu un grand succès et a fait l'objet d'une adaptation cinématographique sous le titre Le Chocolat, avec Johnny Depp et Juliette Binoche.

## Œuvres

### SérieChocolat
1. Chocolat, Quai Voltaire, 2000 ((en) Chocolat (en), 1999)
2. Le Rocher de Montmartre, Baker Street, 2008 ((en) The Lollipop Shoes (en), 2007)
3. Des pêches pour Monsieur le curé, Charleston, 2013 ((en) Peaches for Monsieur le Curé (en), 2012)
4. (en) The Strawberry Thief, 2019

### Romans indépendants
- (en) The Evil Seed, 1989
- Dors, petite sœur, Flammarion, 1999 ((en) Sleep, Pale Sister, 1993)
- Vin de bohème, Quai Voltaire, 2001 ((en) Blackberry Wine, 2000)
- Les Cinq Quartiers de l'orange, Quai Voltaire, 2002 ((en) Five Quarters of the Orange, 2001)
- Voleurs de plage, Quai Voltaire, 2003 ((en) Coastliners, 2002)
- L'Été des saltimbanques, Quai Voltaire, 2004 ((en) Holy Fools, 2003)
- (en) Jigs & Reels, 2004
- Classe à part, Flammarion, 2006 ((en) Gentlemen & Players, 2005)
- (en) The French Market, 2005
- Le Petit Larousse des recettes de famille, Larousse, 2007 ((en) My French Kitchen: A Book of 120 Treasured Recipes, 2006)
- (en) Runemarks, 2007
- (en) Blueeyedboy, 2010
- (en) Runelight, 2011
- (en) A Cat, a Hat and a Piece of String
- L'Évangile de Loki, Panini, 2015 ((en) The Gospel of Loki, 2014)
- (en) The Blue Salt Road, 2018
- (en) Orfeia, 2020
- (en) Honeycomb, 2021
- (en) A Narrow Door, 2022
- (en) Broken Light, 2023
- (en) The Moonlight Market, 2024